# Phallus impudicus

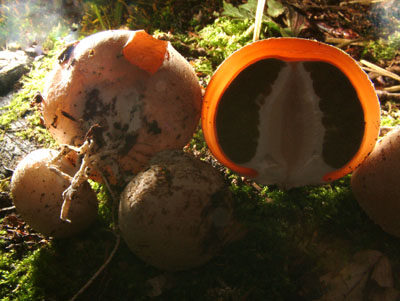
Phallus impudicus L., Species Plantarum: 1178 (1753)

Il Phallus impudicus L. 1753, è sicuramente il fungo più conosciuto della curiosa famiglia delle Phallaceae essenzialmente per due motivi: 
1. per via della sua particolare forma fallica;
2. perché emana un caratteristico e pungente odore cadaverico che può essere avvertito anche a diversi metri di distanza.

L'odore sgradevole viene emanato da una gleba mucillaginosa contenente le spore che è ubicata sulla parte superiore del carpoforo; il suo scopo è quello di attirare su di sé mosche ed altri insetti che ne resteranno imbrattati e che, di conseguenza, diffonderanno le spore del fungo anche a grande distanza dal luogo di origine.

## Descrizione della specie

### Corpo fruttifero
A forma di ovetto, inizialmente avvolto dalla volva chiusa, di colore bianco, poi aperta, liberando un gambo cilindrico, vuoto, spugnoso, bianco, forato alla sommità (uno pseudo-cappello), con superficie esterna alveolata, ricoperta da glutina (gleba) giallo-verde, poi verde-oliva scuro deliquescente e maleodorante.

Spesso raggiunge dimensioni considerevoli, fino a 30 cm di lunghezza.

La gleba, come già detto, è preda degli insetti che col tempo l'asportano completamente, lasciando la sommità traforata scoperta; quest'ultima può ricordare, alla lontana, il favo di una spugnola.
Il meccanismo di propagazione è identico a quello di altre specie e generi vicini, ad esempio il Clathrus ruber.

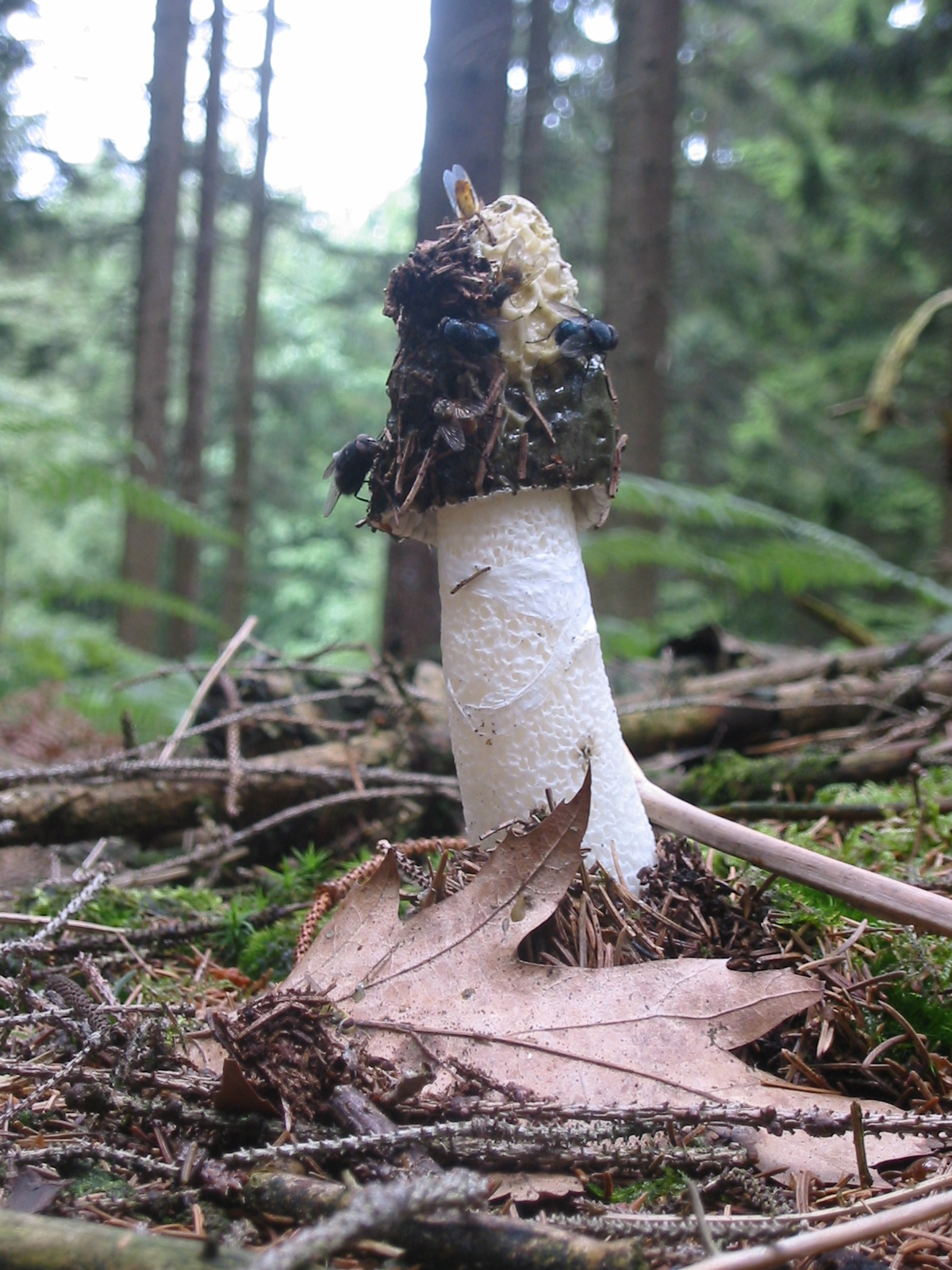
In evidenza la gleba deliquescente

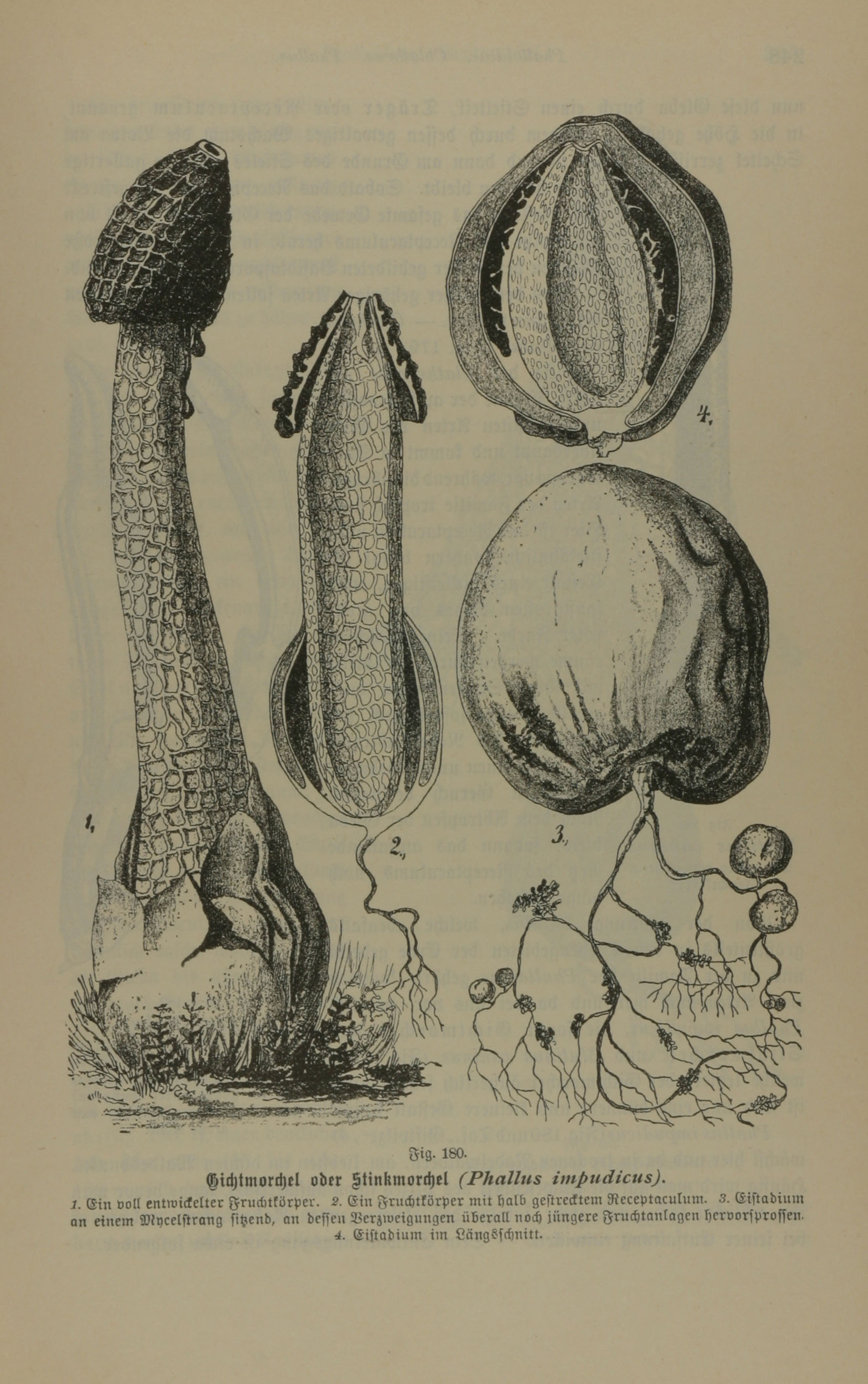
E. Gilg and K. Schumann, Das Pflanzenreich. Hausschatz des Wissens, ca. 1900

### Carne
Fragile, bianca, fetida.
- Odore: all'inizio gradevole e vanigliato ma dopo i primi istanti cadaverico, insopportabile, percepibile anche a distanza di parecchi metri, "rafanoide" intenso allo stato di ovolo, alla sezione.
- Sapore: fungino gradevole (sempre allo stato di ovolo, privato del peridio).

### Spore
Giallo-verdognole in massa, 3,5 x 1,5-2,5 µm, ellissoidali.

## Habitat
Fruttifica nelle stagioni calde e piovose, su terreni umidi nei boschi misti o nei giardini.

## Commestibilità
Non commestibile anche se non velenoso, poco invitante.
In alcuni paesi del nord Europa viene raccolto e consumato allo stato di ovolo ma privato del peridio, quando ancora non possiede l'odore nauseante che lo contraddistingue quando è sviluppato.

## Specie simili
- Phallus hadriani, che però presenta gleba più scura e volva color rosa oppure vinata.

## Etimologia
Dal latino impudicus, impudico, per la sua forma fallica.

## Sinonimi e binomi obsoleti
- Dictyophora duplicata sensu auct. brit.; fide Checklist of Basidiomycota of Great Britain and Ireland (2005)
- Dictyophora indusiata sensu auct. brit.; fide Checklist of Basidiomycota of Great Britain and Ireland (2005)
- Hymenophallus togatus Kalchbr., Ungar. Akad. Wiss. 13(8): 6 (1884)
- Ithyphallus impudicus (L.) Fr., Lich. Mexique 4: 42 (1886)
- Morellus impudicus (Pers.) Eaton, Manual of Botany for the Northern and Middle States 2 ed.: 324 (1818)
- Phallus foetidus Sowerby, Coloured figures of English Fungi or Mushrooms (London) 3: tab. 329 (1801)
- Phallus impudicus f. togatus (Kalchbr.) Quél., 15(2): 488 (1887)
- Phallus impudicus var. indusiatus sensu auct. brit.
- Phallus impudicus var. togatus (Kalchbr.) Costantin & L.M. Dufour, Nouv. Fl. Champ., Edn 2: 288 (1895)

## Influenza culturale
Il phallus impudicus è citato ne La montagna incantata (Der Zauberberg) dello scrittore tedesco Thomas Mann. In particolare, il dottor Krokowski, che si occupa principalmente di psicoanalisi, ne parla in una delle sue conferenze:
(Thomas Mann, La montagna incantata, traduzione di Ervino Pocar, Milano, Corbaccio, 1992)

## Galleria d'immagini

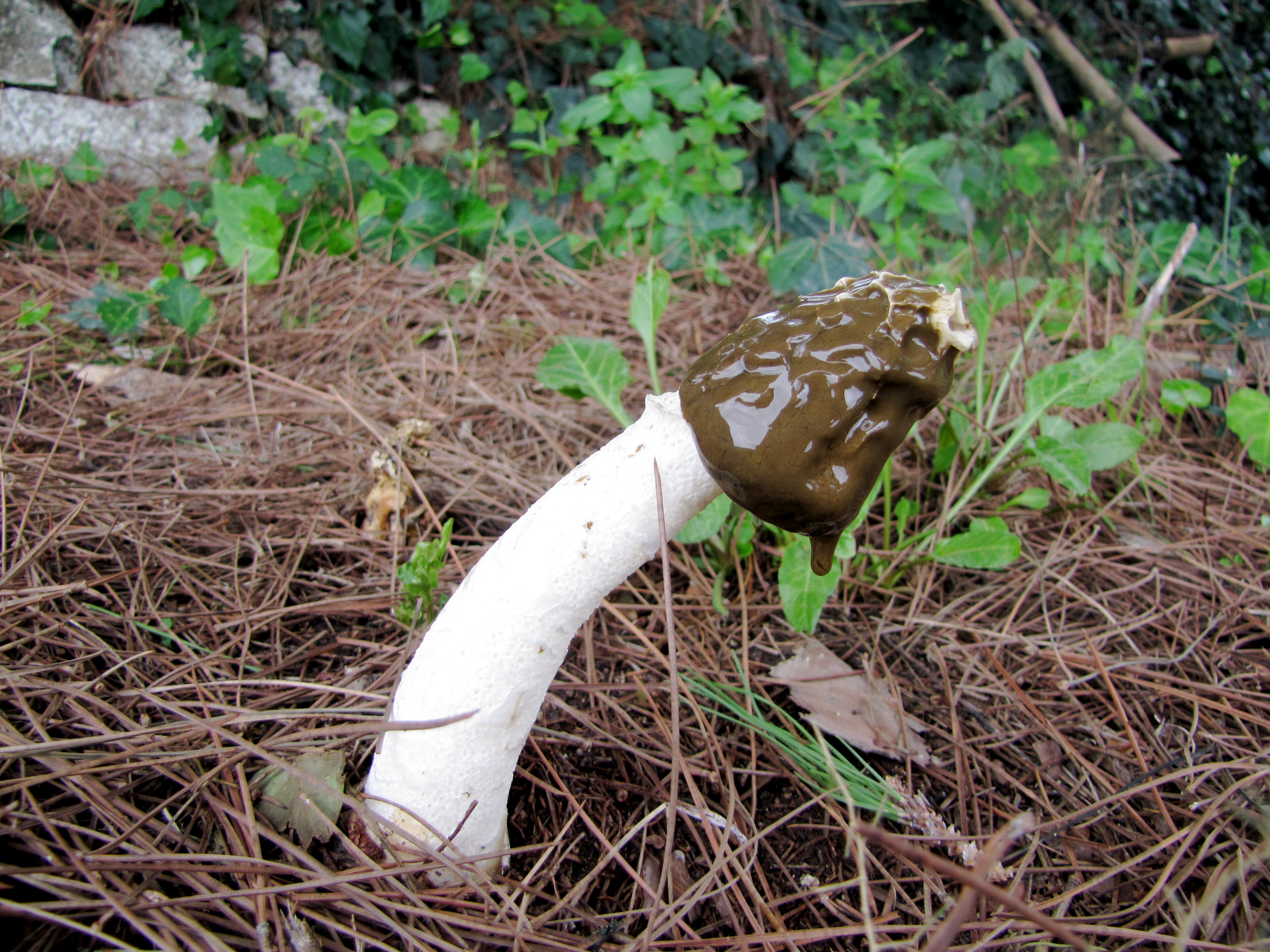
Gleba deliquescente in evidenza
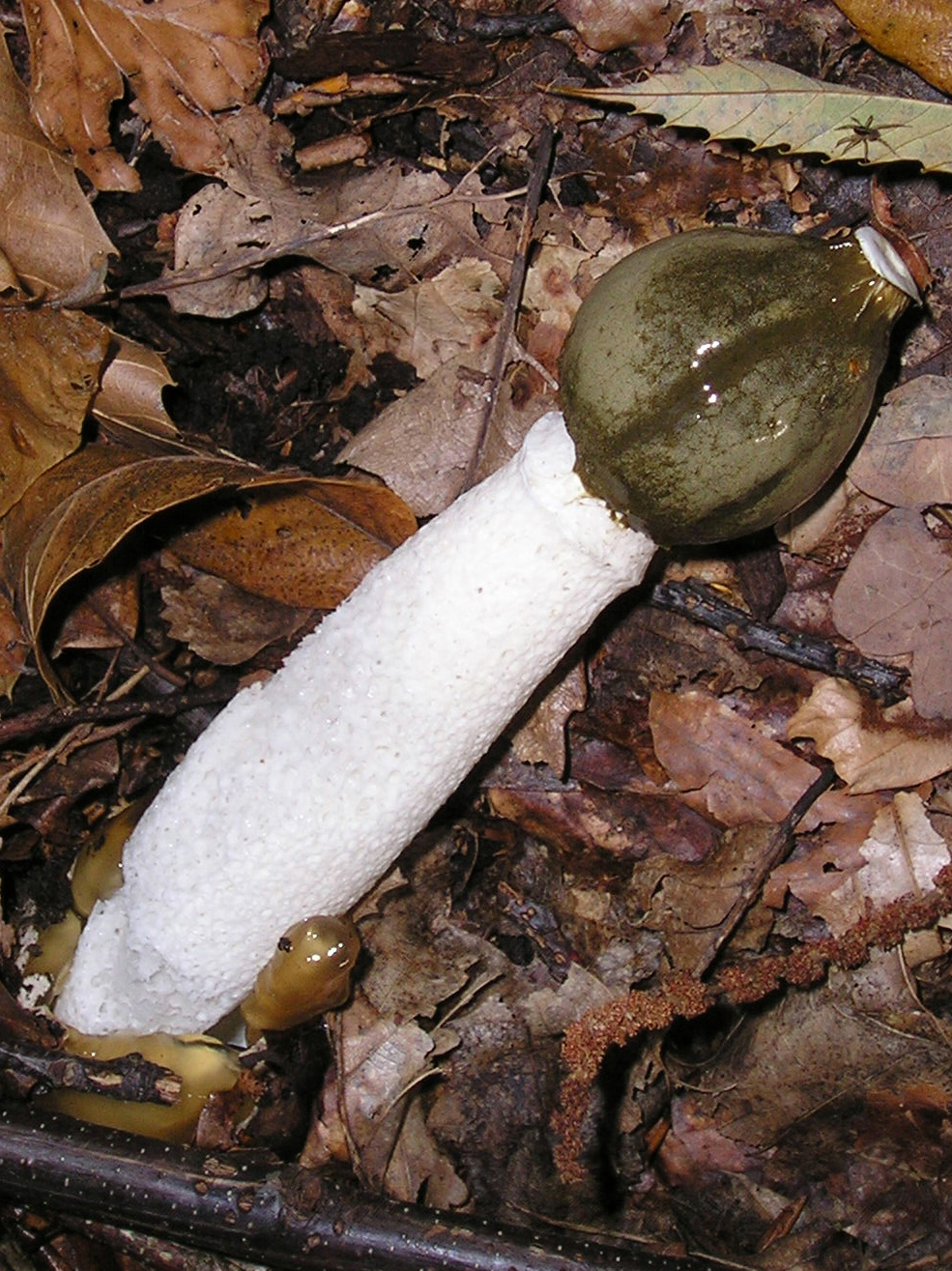
Esemplare adulto
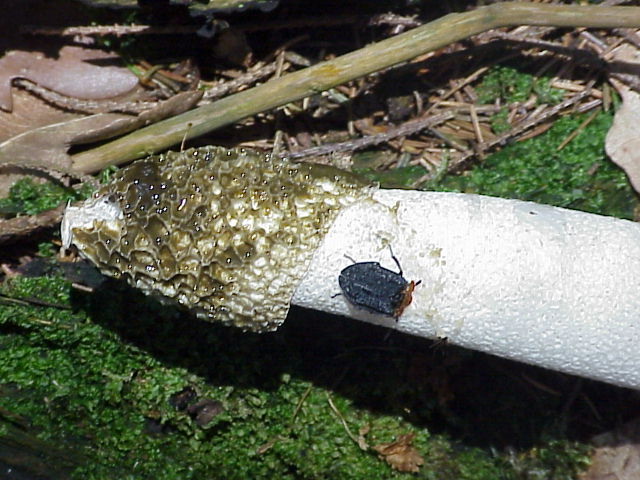
Testa mucillaginosa
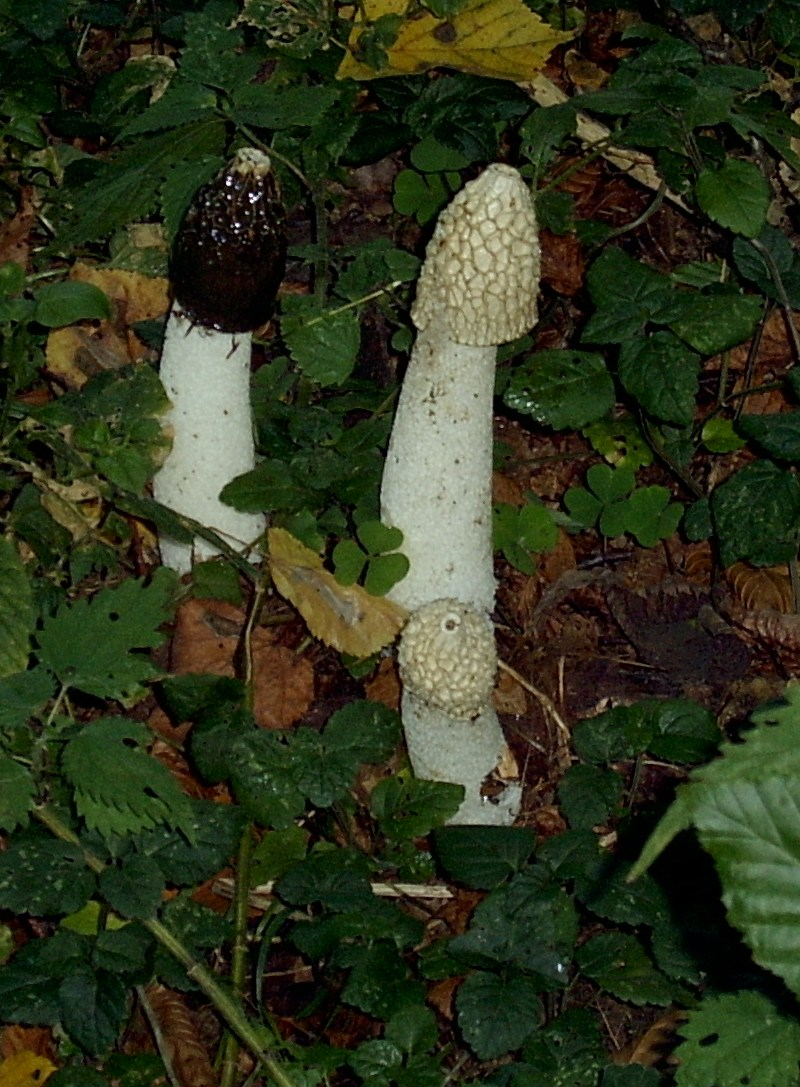
Differenze cromatiche della gleba
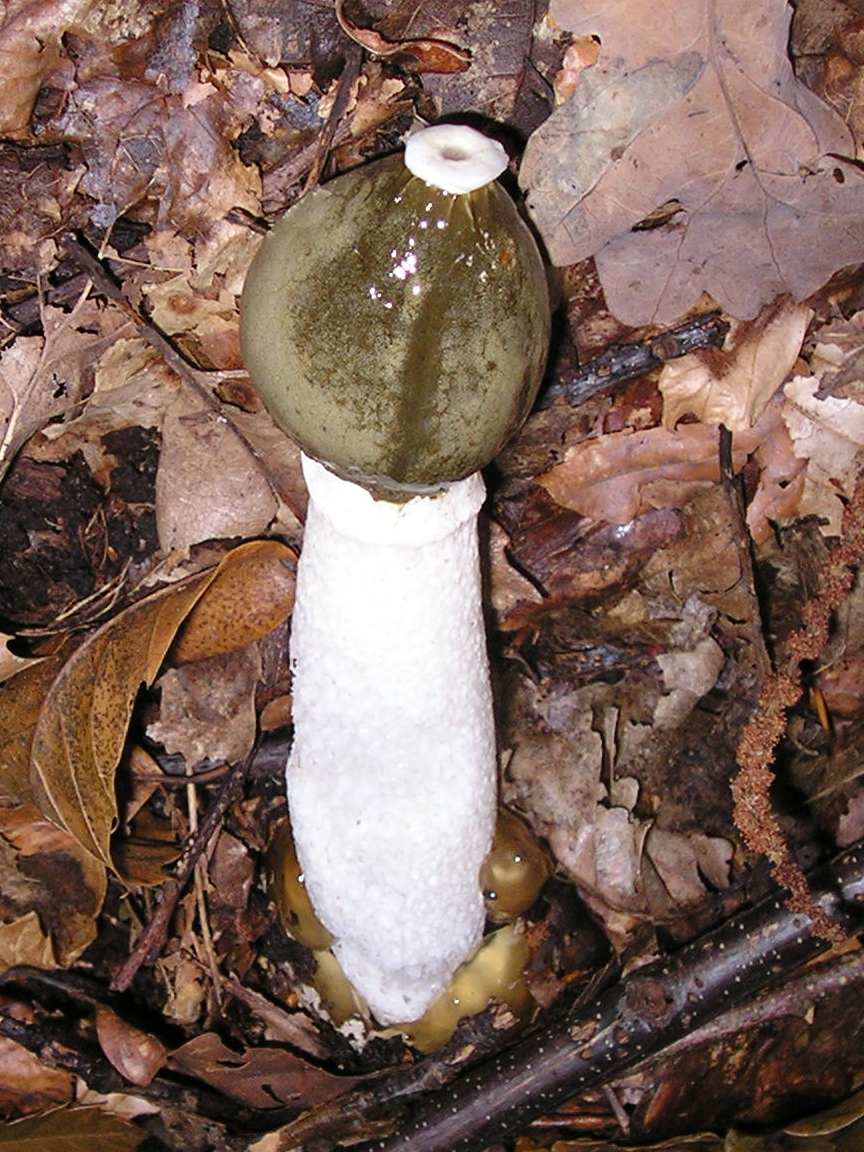
Esemplare adulto
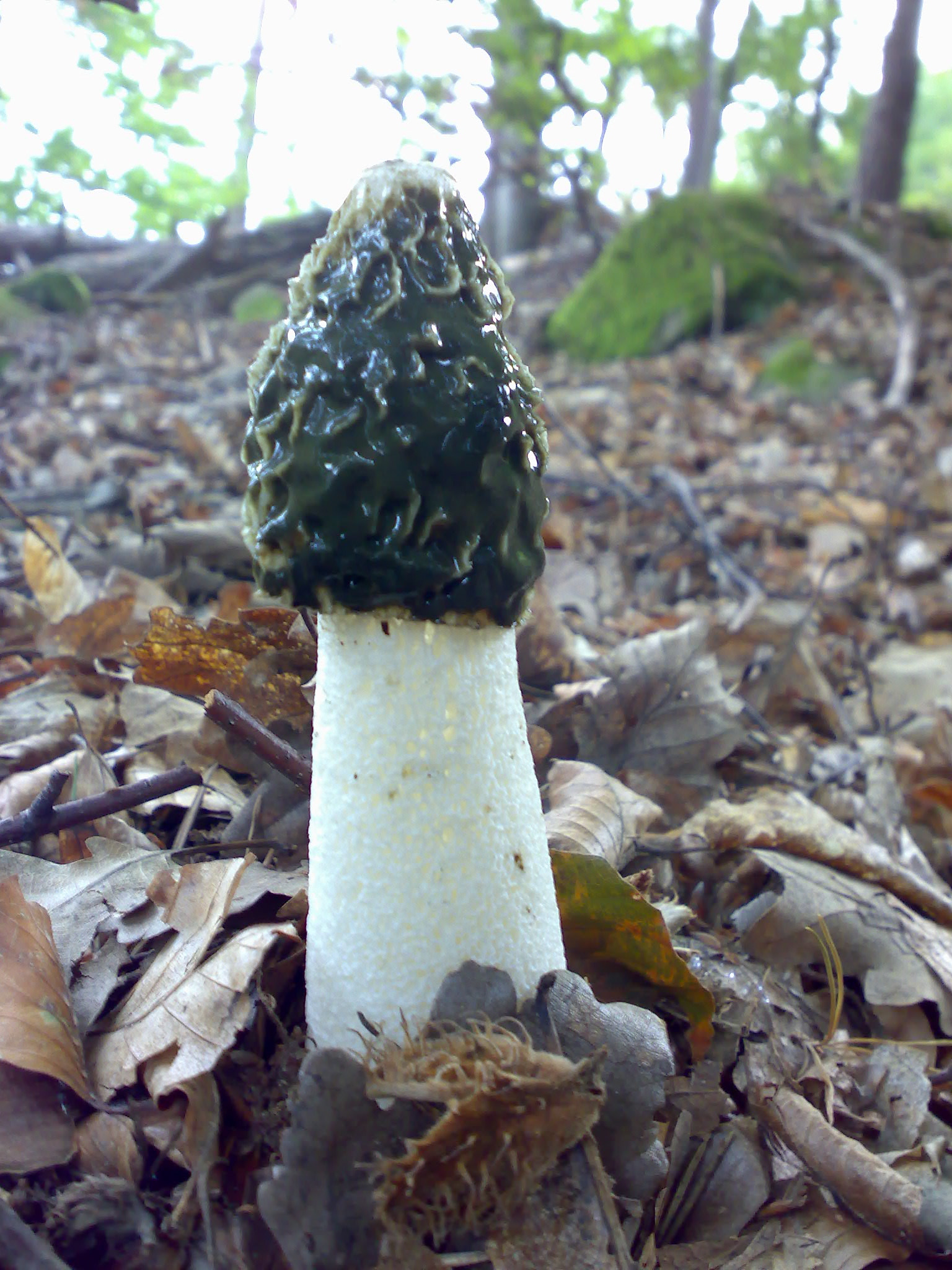
Gleba deliquescente in evidenza
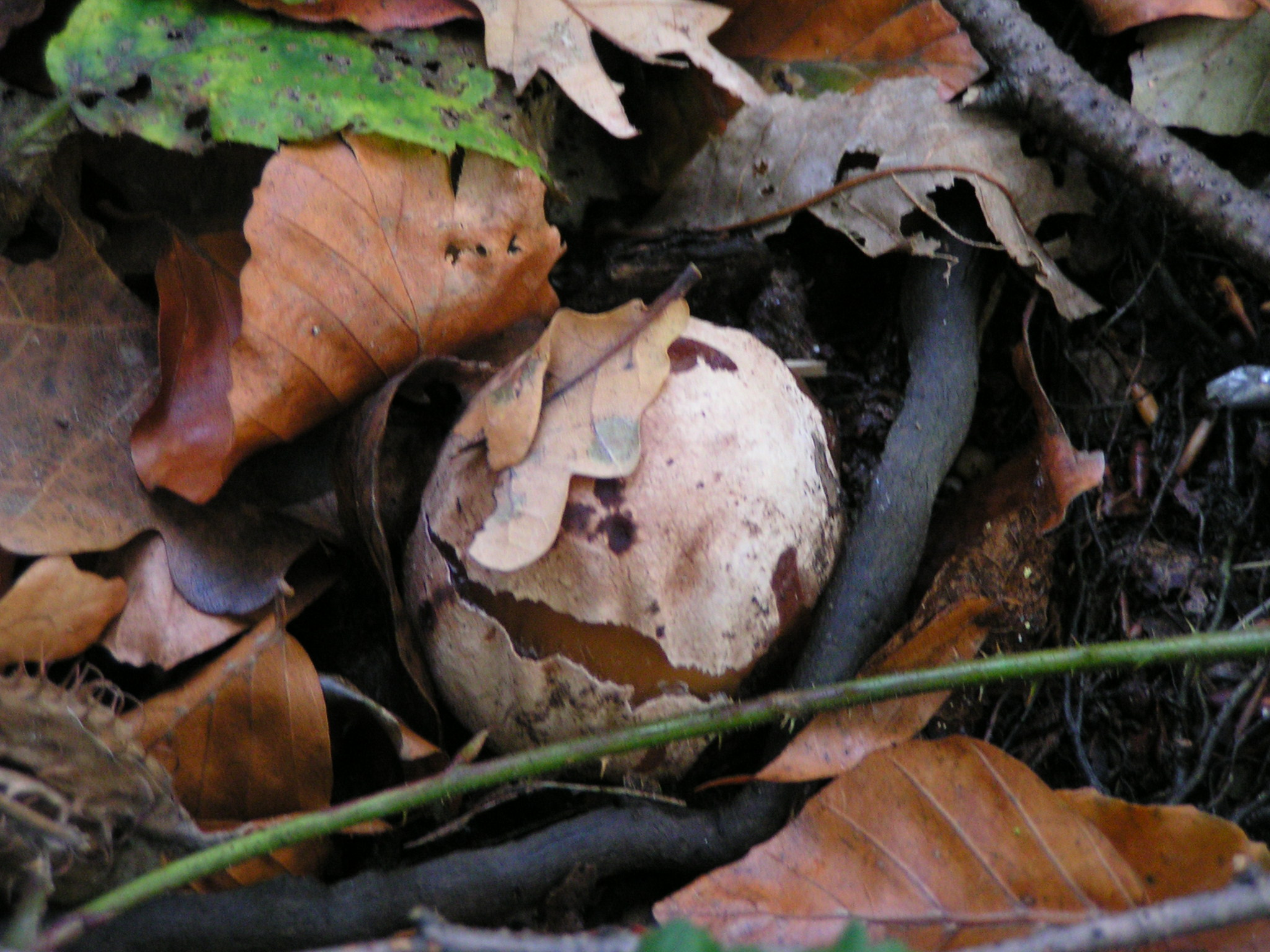
Ovolo appena schiuso

## Nomi comuni
- Satirione
- (EN)  Stinkhorn (corno del fetore)